# Днепровский городской совет
Днепровский городской совет (укр. Дніпровська міська рада) — орган местного самоуправления Днепровской городской общины Днепровского района Днепропетровской области Украины.

## Фракции действующего, VIII созыва
| Фракция                                 | Количество депутатов |
| --------------------------------------- | -------------------- |
| «Пропозиция»                            | 22                   |
| «За Украину! За Днепр!»                 | 13                   |
| «Слуга народа»                          | 9                    |
| «Громадская сила»                       | 8                    |
| «Европейская солидарность»              | 7                    |
| «Блок Вилкула „Украинская перспектива“» | 6                    |

## Председатели
| Имя            | Дата рождения   | Годы      | Партия                                           |
| -------------- | --------------- | --------- | ------------------------------------------------ |
| Николай Швец   | 6 сентября 1955 | 1994—1999 | беспартийный                                     |
| Иван Куличенко | 7 июля 1955     | 1999—2014 | «Партия регионов» (до 2010 — беспартийный)       |
| Борис Филатов  | 7 марта 1972    | 2015—н.в. | УКРОП (до 5.12.2018), «Пропозиция» (с 2020 года) |

## Состав городского совета предыдущих созывов
| Фракция                    | Количество депутатов | Глава фракции      |
| -------------------------- | -------------------- | ------------------ |
| УКРОП                      | 20                   | Геннадий Глядчишин |
| «Оппозиционный блок»       | 8                    | Наталья Начарьян   |
| «Наш край»                 | 8                    | Сергей Пустовой    |
| Внефракционные депутаты    | 7                    | —                  |
| «Громадская сила»          | 6                    | Загид Краснов      |
| «Европейская солидарность» | 6                    | Камиль Примаков    |
| «За жизнь»                 | 6                    | Сергей Никитин     |
| «Самопомощь»               | 3                    | Юрий Акуленко      |

| Фракция                           | Количество депутатов |
| --------------------------------- | -------------------- |
| «Партия регионов»                 | 78                   |
| «Сильная Украина»                 | 13                   |
| «Фронт перемен»                   | 8                    |
| «Батькивщина»                     | 8                    |
| «Коммунистическая партия Украины» | 6                    |
| «Украина будущего»                | 4                    |
| «Народная партия»                 | 3                    |

| Фракция                               | Количество депутатов |
| ------------------------------------- | -------------------- |
| «Партия регионов»                     | 52                   |
| «Блок Юлии Тимошенко»                 | 19                   |
| «Блок Лазаренко»                      | 17                   |
| «Блок Наталии Витренко»               | 10                   |
| «Наша Украина — Народная самооборона» | 10                   |
| «Вече»                                | 7                    |
| «Коммунистическая партия Украины»     | 7                    |